# Oscypek
Oscypek, oszczypek (słow. oštiepok) – twardy, wędzony ser, przygotowywany z mleka owczego, charakterystyczny dla polskich gór, szczególnie Podhala. Spopularyzowany w Polsce oraz w innych krajach Europy.

## Wytwarzanie
Produkowany w postaci niedużych, wrzecionowatych bloków z typowym dla regionu zdobieniem brzegów. Zdobienie odciskane jest w rozszczepialnej drewnianej foremce, tzw. „oscypiorce”. Właśnie od scypania (rozszczepiania) tych foremek pochodzi najprawdopodobniej nazwa sera: gwarowe uoz-scypek (uproszczone następnie do uoscypek) można przetłumaczyć jako rozszczepek. Tradycyjnie jego wyrobem trudnią się bacowie na hali. Po wydojeniu owiec do drewnianego skopka – gielety mleko zlewane jest przez lniane płótno (w ten sposób odcedza się np. źdźbła trawy itp.) do drewnianej puciery (rodzaj kadzi). Następnie należy dodać klag (wysuszoną i sproszkowaną podpuszczkę), dzięki temu z mleka powstaje masa serowa, którą należy odcisnąć i uformować. Podczas odciskania ser maczany jest w gorącej wodzie. Po uformowaniu sera moczy się go przez dobę w solance – rosole, która usuwa z niego nadmiar wody w procesie osmozy (kąpiel ma też własności bakteriobójcze). Po wymoczeniu sery leżakują na górnej półce w bacówce i są wędzone. Tradycyjnie w bacówkach płonął ogień podsycany drewnem sosnowym lub świerkowym. Sery podczas leżakowania wędziły się w jego dymie.
Podczas wyjścia na redyk odmierzano ilość mleka dawanego przez owce każdego z gospodarzy, czynność ta była powtarzana po ich powrocie z hal. Na tej podstawie ustalano liczbę oscypków, które należały się właścicielom stad i pasących je latem górali. Oscypki zatem były też używane do rozliczeń pomiędzy gazdą a bacą i bacą a juhasami.
Spotykane są także serki o bardziej nietypowych kształtach (np. koguta lub kaczek), zwykle są to redykołki.

## Ochrona nazwy
Od 14 lutego 2008 góralskie oscypki są drugim (po bryndzy podhalańskiej) polskim produktem regionalnym chronionym przez prawo unijne – uzyskały status Chronionej Nazwy Pochodzenia (PDO). Opóźnienie było związane z protestem Słowacji, który został złożony w jednym z ostatnich możliwych terminów. Ostatecznie doszło do porozumienia i ustalono, że słowacki oštiepok, mimo wspólnej historii powstania, jest odrębnym produktem regionalnym. Podczas rejestracji jednoznacznie określone zostały parametry oscypka (m.in. maksymalna zawartość domieszki mleka krów rasy czerwonej – na 40%) oraz gminy, w których może być produkowany.
Ser może być wyrabiany wyłącznie w okresie od maja do września, zaś sprzedawany do końca października. Powinien ważyć od 60 do 80 dag i mierzyć od 17 do 23 cm.
Gminy w których może być produkowany:
- Województwo śląskie
  - w powiecie cieszyńskim – Istebna,
  - w powiecie żywieckim: Milówka, Węgierska Górka, Rajcza, Jeleśnia, Koszarawa i Ujsoły,
- Województwo małopolskie
  - powiat nowotarski,
  - powiat tatrzański,
  - w powiecie suskim – gmina Zawoja i Bystra-Sidzina,
  - w powiecie limanowskim – gmina Niedźwiedź, część gminy Kamienica oraz w gminie Mszana Dolna, Raba Niżna, Olszówka, Lubomierz, Łostówka i Łętowe,
  - w powiecie nowosądeckim gminy: Piwniczna, Muszyna i Krynica-Zdrój.

Ze względu na powszechną dotąd praktykę sprzedawania gołki pod nazwą oscypek, wielu sprzedawców zdecydowało się zmienić nazwę sprzedawanego wyrobu na „scypek”. Jest to niezgodne z obowiązującym prawem, gdyż wprowadza konsumentów w błąd, dodatkowo ser ma podobny kształt jak chroniony ser, co również jest mylące. Oscypek jest wrzecionowaty, gołka bardziej walcowata.

## Szlak oscypkowy
Miejscowości, które uczestniczą w tzw. szlaku oscypkowym:
- Zubrzyca Górna
- Zawoja
- Nowy Targ
- Kraków
- Leśnica
- Szaflary
- Biały Dunajec
- Poronin
- Zakopane
- Kościelisko
- Bukowina Tatrzańska
- Białka Tatrzańska
- Hala Wojkowa
- Wierchomla
- Łapsze Niżne
- Czorsztyn
- Konina
- Nowy Sącz
- Jaworki
- Stary Sącz

## Godło „Teraz Polska”
W 2012 roku oscypek otrzymał Polskie Godło Promocyjne w XXII edycji konkursu „Teraz Polska” w kategorii Produkty.